# Sosnica (stacja kolejowa)
Sosnica (biał. Сосніца; ros. Сосница) – stacja kolejowa w miejscowości Połock, w rejonie połockim, w obwodzie witebskim, na Białorusi. Położona jest na linii Witebsk - Połock - Dyneburg.